# Élections générales terre-neuviennes de 1962
L'élection générale terre-neuvienne de 1962 se déroule le 19 novembre 1962 afin d'élire les députés de la Chambre d'assemblée de la province de Terre-Neuve (Canada). 

## Résultats
| Parti                                      | Parti                     | Chef              | # de candidats | Sièges | Sièges | Sièges  | Voix    | Voix    | Voix    |
| ------------------------------------------ | ------------------------- | ----------------- | -------------- | ------ | ------ | ------- | ------- | ------- | ------- |
| Parti                                      | Parti                     | Chef              | # de candidats | 1959   | Élus   | % Diff. | #       | %       | % Diff. |
|                                            | Parti libéral             | Joey Smallwood    | 42             | 31     | 34     | +9,7 %  | 72 319  | 58,69 % |         |
|                                            | Progressiste-conservateur |                   | 35             | 3      | 7      | +133 %  | 45 055  | 36,56 % |         |
|                                            | Commonwealth coopératif   |                   | 6              | -      | -      | -       | 4 479   | 3,63 %  |         |
|                                            | Autre/Indépendant         | Autre/Indépendant | 3              | -      | 1      |         | 1 378   | 1,12 %  |         |
| Total                                      | Total                     | Total             | 86             | 36     | 42     | +16,7 % | 123 231 | 100 %   |         |
| Source : Elections Newfoundland & Labrador |                           |                   |                |        |        |         |         |         |         |